# 日本を守る会
日本を守る会（にほんをまもるかい）は、1974年4月2日に設立された日本の政治団体である。保守系宗教団体運動の合同化の先駆けと言われる。日本青年協議会や生長の家学生会全国総連合と共に元号法制化運動を推進した。1997年5月30日に「日本を守る国民会議」と合併し、「日本会議」に改組された。

## 結成
1973年、臨済宗円覚寺派管長の朝比奈宗源と富岡八幡宮宮司の富岡盛彦は伊勢神宮の宿舎で同宿した際、「保守系の宗教団体が集結し愛国運動を起こす」という着想を得た。明治神宮宮司の伊達巽から、協力についての快諾の回答が得られたあと、朝比奈と富岡は初めに、渋谷区神宮前にあった生長の家本部を訪ねた。随行した富岡八幡宮権宮司の澤渡盛房によれば、谷口雅春は「協力を惜しまないどころか、生長の家の活動そのものの目指すところはそこにある」と言ったとされる。団体設立に向けた動きがここから具体化した。
同年6月、伊勢神宮において、神社本庁と生長の家のほか、反共主義右派宗教団体との間で懇談会が開かれた。また、富岡、伊達、安岡正篤、山岡荘八、世界真光文明教団の岡田光玉ら約15人が千代田区丸の内の日本工業倶楽部会館で会合をもつようになった。
1974年4月2日、明治記念館において「日本を守る会」が設立された。富岡が発起人を代表して挨拶し、安岡が基調講演した。朝比奈は「現在のわが国民の愛国心は極めて薄い。最大の理由は連合国が終戦処理にあたって、わが国民の伝統的道徳を全面的に否定し、日教組を通じて唯物教育をさせたのが根本だ」と述べた。発足時の役員は以下のとおり。
代表委員
- 朝比奈宗源 - 臨済宗円覚寺派管長、円覚寺住職
- 岩本勝俊 - 曹洞宗管長、總持寺独住
- 岡田光玉 - 世界真光文明教団教祖
- 金子日威 - 日蓮宗管長、池上本門寺貫首
- 清水谷恭順 - 浅草寺貫主
- 関口トミノ - 佛所護念会教団会長
- 伊藤巽 - 明治神宮宮司
- 谷口雅春 - 生長の家総裁
- 安岡正篤 - 全国師友協会会長
- 富岡盛彦 - 富岡八幡宮宮司
- 蓮沼門三 - 修養団主幹
- 山岡荘八 - 作家

監事
- 石川弥八郎 - 日本酒造組合中央会役員
- 廣池千太郎 - モラロジー研究所所長、麗澤大学第2代学長

事務総長
- 副島廣之 - 明治神宮権宮司

日本を守る会の結成趣旨には、「わが国の現状は（中略）皇室を中心とする日本民族の連帯感や愛国心が希薄になるなど、私たちが遠い祖先から受け継いだ多くの精神的遺産を失った感があり、（中略）この間隙をぬって国内では政治的・思想的な革命の謀略が進行し」、「戦後の弊風を一掃して倫理国家の再建に努め」なければならない、といった文言が見られる。
事務所は明治神宮会館に設置され、生長の家の村上正邦、のちに明治神宮宮司となる外山勝志、日本を守る国民会議事務局長の椛島有三らが事務局を担った。

## 活動
1974年5月4日、朝比奈、岩本、関口、伊達、富岡の各代表委員、事務総長の副島らは首相官邸で田中角栄首相と面会。愛国心の昂揚、天皇の尊厳護持、国歌・国旗・元号の法制化、宗教的情操を基本にした道徳教育の振興、教育の正常化に関する要望書を提出した。
1975年2月11日、「建国記念の日奉祝国民大会」を、建国記念の日奉祝会との共催により、明治神宮会館で開催。表参道から青山通りを経て渋谷駅まで日の丸行進をした。
昭和天皇在位50年の奉祝行事を開催しており、上杉聰によると参加者は約2万人とされ、参加者の多くは左翼からの攻撃を恐れていたという。
1977年秋から1978年7月までに、全国1600以上の地方議会で元号法制化を求める決議や意見書が採択される。
中島三千男によれば、地方大会には世界救世教、解脱会、立正佼成会の人物が参加していた。

## 評価
- 塚田穂高は、「日本を守る会」の結成は保守系宗教団体運動の合同化の先駆けだとした[4]。また、「日本を守る会」には、カトリックやプロテスタント、世界真光文明教団等の信仰者の参加も見られたと述べている[11]。
- 堀幸雄は、「日本を守る会」の運動手法は行動右翼のような暴力的手段ではなく、組織的な一種の下からの擬似大衆運動であるとしている[23]。
- 成澤宗男は、「日本を守る会」の結成について、結成前年の1972年末総選挙で日本共産党が14議席から39議席に躍進したことに危機感を抱く団体らが[8]、1973年に開催された懇親会を母体として1974年4月に結成したと述べている[8]。また、「守る会」は異なる組織間による一種の統一戦線であるとしている[24]。成澤は、元号法制定運動の中心やそこでとられた手法（地方議会での決議・意見書採択、右派団体・政治家による一種の統一戦線方式の採用など）の源を、神道政治連盟や神社本庁とその他の保守系宗教団体、元号法制化実現国民会議といった組織に求めており[25]、「守る会」結成以後の活動実態は「国民会議」に比べると顕著だったとは言い難く、保守系宗教団体の親睦会の性格が強かったようだとしている[26]。
- 魚住昭は、事務局は、事実上、生長の家側と明治神宮側の2つで運営されたと主張している[27]。また、日本青年協議会の学生が地方議会の意見書採択に力を発揮し、なかでも、椛島が事務局に入ると運動に参加する人数が増したと主張している[19]。1981年10月に発足した「国民会議」の事務局は守る会とほぼ同じで、両組織を掛け持ちで運営していたと主張している[28]。
- 上杉聰は、「国民会議」との統合の理由を「国民会議」の勢力衰退であるとしている。勢力衰退の原因について、1つには冷戦の終結により以前の「国民会議」の思考の枠組みが通用しなくなってきたことと、もう1つにはその動員部隊であった旧大日本帝国陸軍・旧大日本帝国海軍関係団体（偕行社、水交社、戦友会、傷痍軍人会、2008年に解散した軍恩連盟全国連合会など）や日本遺族会の高齢化により動員数が極端に減少してきたことをあげている[29]。また、勢力減少をカバーする組織として、「佛所護念会教団」「霊友会」「念法眞教」「崇教真光」「倫理研究所」「モラロジー研究所」などを加えて世代交代を図る目的があったとしている[30]。この世代交代の中核となった団体が「守る会」としている[30]。